# Georg Grund
Georg Grund – duński dyplomata z XVIII wieku niemieckiego pochodzenia.
W latach 1705–1710 był posłem duńskim w Petersburgu.